# Peter Hill-Norton
Peter John Hill-Norton, Baron Hill-Norton GCB (* 8. Februar 1915 in Germiston, Südafrika; † 16. Mai 2004 in Studland, Dorset) war ein britischer Flottenadmiral (Admiral of the Fleet) der Royal Navy, der Erster Seelord und Chef des Marinestabes (First Sea Lord and Chief of Naval Staff), Chef des Verteidigungsstabes (Chief of the Defence Staff) sowie Vorsitzender des NATO-Militärausschusses war und 1979 als Life Peer aufgrund des Life Peerages Act 1958 Mitglied des House of Lords wurde.

## Leben

### Ausbildung zum Seeoffizier und Zweiter Weltkrieg
Hill-Norton, Sohn eines Bergbauingenieurs, der während des Ersten Weltkrieges im Royal Flying Corps (RFC) diente, trat 1928 als Dreizehnjähriger als Kadett in das Royal Naval College von Dartmouth ein und erhielt seine erste seemännische Ausbildung auf den Kreuzern Frobisher und London. Am 1. Juli 1935 wurde er zum Unterleutnant zur See sowie am 1. Oktober 1936 zum Leutnant zur See befördert. Er absolvierte weitere seemännische Ausbildungen auf den Schlachtschiffen Malaya, Rodney aus der Nelson-Klasse und Ramillies, ehe er 1939 eine Ausbildung zum Artillerieoffizier erhielt.
Zu Beginn des Zweiten Weltkrieges diente Hill-Norton auf der Cairo, einem älteren Leichten Kreuzer, der kurz zuvor zum Flugabwehrkreuzer umgerüstet worden war. In der Folgezeit wurde er in der Westansteuerung des Atlantik und der Nordsee eingesetzt, wo die Cairo im April und Mai 1940 Luft- und U-Boot-Angriffe bei der Anlandung von Truppen in dem von der deutschen Wehrmacht im Zuge der Unternehmen Weserübung besetzten Narvik überstand. Allerdings wurde das Schiff am 28. Mai 1940 beschädigt und für Reparaturarbeiten abgezogen.
Im Anschluss wurde Hill-Norton auf die Cumberland, einen Schweren Kreuzer der County-Klasse, verlegt und nahm auf diesem an Nordmeergeleitzügen nach Russland teil, wie dem fehlgeschlagenen Geleitzug PQ 17 im Juli 1942. 1943 wurde er zur Artillerie- und Luftabwehrabteilung der Admiralität versetzt und dort am 1. April 1944 zum Korvettenkapitän (Lieutenant Commander) befördert. Wenig später erfolgte wieder eine seemännische Verwendung auf dem Schlachtschiff Howe, das vor Sumatra operierte und am Angriff auf die von Japan besetzten Sakishima-Inseln teilnahm, um die Angriffe der US Navy auf die Okinawa-Inseln zu unterstützen.

### Nachkriegszeit, Marineattaché und Schiffskommandant

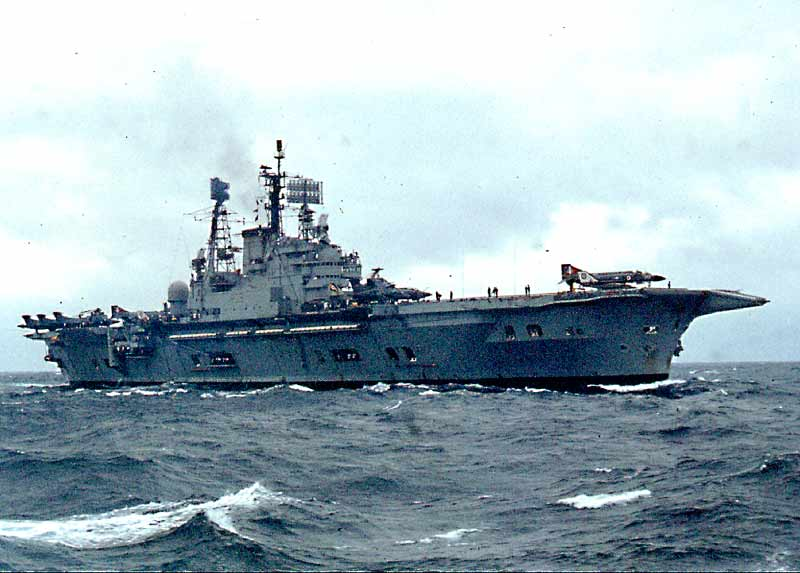
Der Flugzeugträger HMS Ark Royal, dessen Kommandant Hill-Norton zwischen 1959 und 1961 war

Nach der Aufgabe Hongkongs durch Japan wurde Hill-Norton 1945 auf den zur Crown-Colony-Klasse gehörenden Leichten Kreuzer Nigeria versetzt, dem Flaggschiff des Marinestützpunktes Südatlantik. Nach seiner Beförderung zum Fregattenkapitän (Commander) kehrte er zur Artillerie- und Luftabwehrabteilung der Admiralität zurück. Danach wurde er 1951 Verwaltungsoffizier auf dem neu in Dienst gestellten Flugzeugträger Eagle und nahm dort an der Exercise Mainbrace teil, eines der ersten großen Militärmanöver der NATO.
Am 31. Dezember 1952 wurde Hill-Norton zum Kapitän zur See (Captain) befördert und im Anschluss als Marineattaché an die Botschaft in Argentinien versetzt, an der er zugleich für Paraguay und Uruguay zuständig war. Nach einer darauf folgenden Verwendung als Kommandant (Commanding Officer) des Zerstörers Decoy kehrte er wieder zur Admiralität zurück und war dort als Direktor für Taktik- und Waffenpolitik (Tactical and Weapons Policy) verantwortlich. Danach war er von 1959 bis 1961 Kommandant des Flugzeugträgers Ark Royal, der eine Reihe von Problemen aufwies.

### Aufstieg zum Admiral

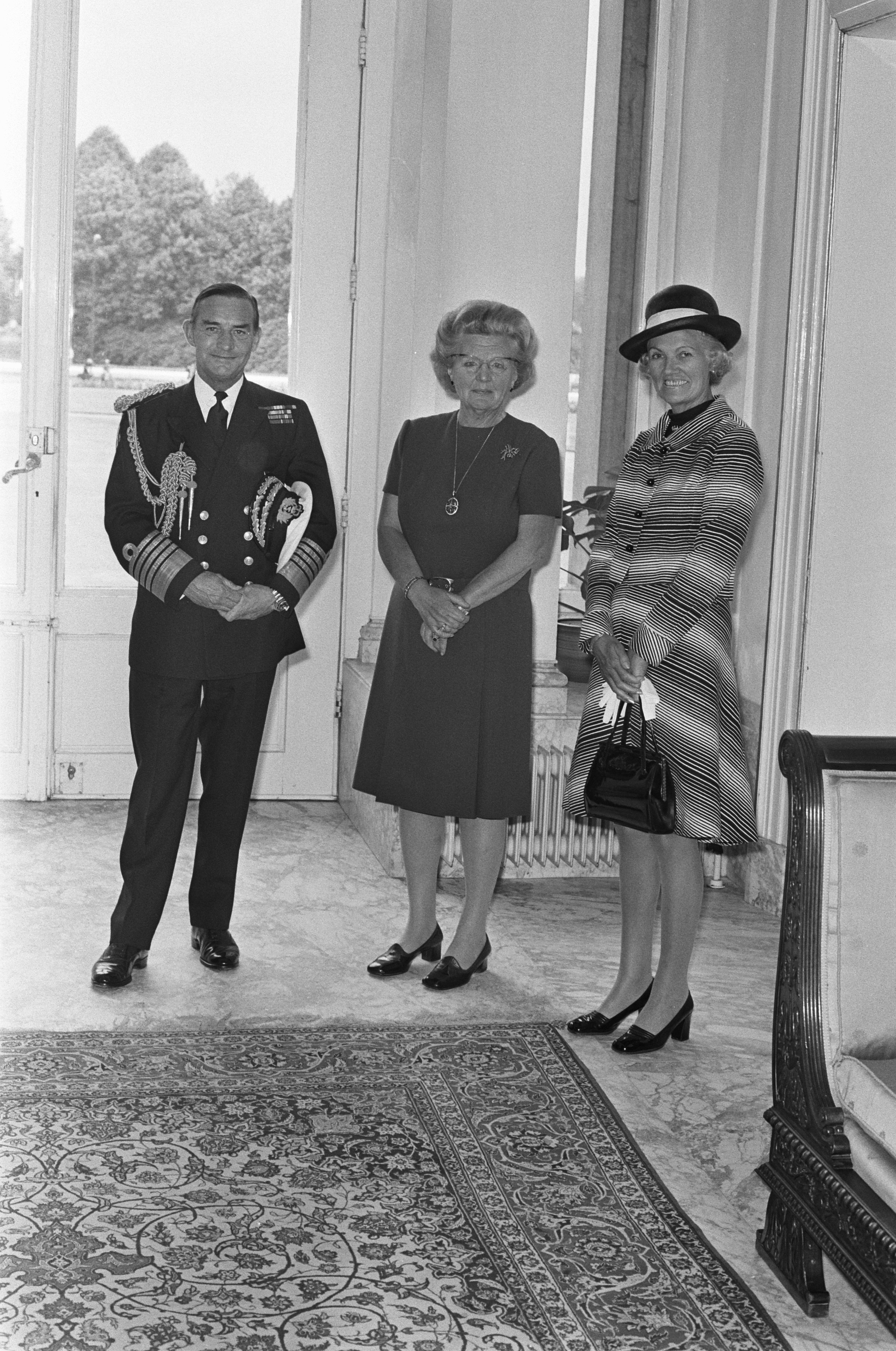
Juliana empfängt Peter Hill-Norton und seine Gattin auf Palais Soestdijk (4. Juli 1974)

Nachdem Hill-Norton am 8. Januar 1962 zum Konteradmiral (Rear Admiral) befördert worden war, wurde er stellvertretender Chef des Marinestabes (Assistant Chief of Naval Staff). Zu dieser Zeit versuchte die Royal Navy sich vergeblich für eine neue Generation von Flugzeugträgern einzusetzen, um Schiffe wie die Ark Royal und andere zu ersetzen. 1964 erhielt Hill-Norton, der am 1. Januar 1964 Companion des Order of the Bath (CB) wurde, sein letztes Seekommando als Flaggoffizier und stellvertretender Befehlshaber der Fernostflotte (Far East Fleet), des im Indischen und Pazifischen Ozean operierenden Flottenverbandes der Royal Navy, und bekleidete diese Funktion als Vertreter der damaligen Befehlshaber Admiral Desmond Dreyer und Admiral Frank Twiss bis 1966. Während dieser Zeit wurde erhielt er am 7. August 1965 seine Beförderung zum Vizeadmiral (Vice Admiral).
Daraufhin wurde er 1966 im Verteidigungsministerium in der Position als stellvertretender Chef des Verteidigungsstabes mit der Verantwortung für Personal und Logistik betraut, ehe er als Nachfolger von Admiral Desmond Dreyer 1967 Zweiter Seelord und Chef des Marinepersonals (Second Sea Lord and Chief of Naval Personnel) in der Admiralität wurde. Am 1. Januar 1967 wurde er Knight Commander des Order of the Bath (KCB) und führte seither den Namenszusatz „Sir“.
Acht Monate später folgte er im Herbst 1967 Admiral John Bush als Vize-Chef des Marinestabes (Vice Chief of Naval Staff), während sein früherer Vorgesetzter Admiral Frank Twiss ihm in der Funktion als Zweiter Seelord folgte. Am 1. Oktober 1968 erfolgte seine Beförderung zum Admiral. Als Vize-Chef des Marinestabes war er bis zu seiner Ablösung durch Admiral Edward Ashmore 1969 maßgeblich an den Planungen zur 1980 erfolgten Einführung der Flugzeugträger der Invincible-Klasse beteiligt.
Am 7. März 1969 kehrte Admiral Hill-Norton in den Fernen Osten zurück, wo er von General Michael Carver die Funktion als Oberkommandierender des British Far East Command übernahm und diese bis zu seiner Ablösung durch Air Chief Marshal Brian Burnett 1970 innehatte.

### Erster Seelord und Chef des Verteidigungsstabes
Nachdem Admiral Michael Le Fanu am 3. Juli 1970 aus gesundheitlichen als Erster Seelord und Chef des Marinestabes (First Sea Lord and Chief of Naval Staff) zurückgetreten war, wurde Hill-Norton, der bereits am 13. Juni 1970 zum Knight Grand Cross des Order of the Bath (GCB) erhoben wurde, dessen Nachfolger und übernahm damit seinen siebten Posten innerhalb von sechs Jahren. Am 12. März 1971 wurde er zum Flottenadmiral (Admiral of the Fleet) befördert.
Gleichwohl wurde er bereits acht Monate später am 9. April 1971 Nachfolger von Marshal of the Royal Air Force Charles Elworthy als Chef des Verteidigungsstabes (Chief of Defence Staff), während ihm selbst Admiral Michael Pollock als Erster Seelord und Chef des Marinestabes folgte. Die Funktion als Chef des Verteidigungsstabes bekleidete Hill-Norton bis zu seiner Ablösung durch Feldmarschall Michael Carver am 22. Oktober 1973 und war damit führender militärischer Berater während eines Großteils der Amtszeit von Premierminister Edward Heath. Eine Schlüsselentwicklung dieser Zeit war die abschließende Festlegung zu Gunsten des Projekts Chevaline zur Verbesserung der UGM-27-Polaris-Programms.

### Vorsitzender des NATO-Militärausschusses
1974 folgte Hill-Norton dem Bundeswehr-General Johannes Steinhoff als Vorsitzender des NATO-Militärausschusses und damit höchste militärische Autorität der NATO. Er verblieb bis 1977 auf diesem Posten und wurde dann durch den Norwegen Herman F. Zeiner Gunderson abgelöst.
Seine Amtszeit war geprägt von Anzeichen potenzieller Schwäche aufgrund der sich abzeichnenden Niederlage der USA im Vietnamkrieg, die Auswirkungen der Ölkrise von 1973 und die daraus resultierende wirtschaftliche Rezession der industrialisierten Welt. Er stellte deutlich dar, dass sich das bisherige militärische Gleichgewicht zu Gunsten des Warschauer Paktes verschieben würde und die NATO-Verbündeten zu dessen Verhinderung nicht ihr Gewicht gelten machten. Darüber hinaus setzte er sich für eine Durchsetzung der Standardisierung der militärischen Ausrüstung der Partnerstaaten ein. Er fungierte zudem 1978 als Vorsitzender des Royal Navy Club.

### Oberhausmitglied
Für seine langjährigen Verdienste wurde Hill-Norton durch ein Letters Patent vom 5. Februar 1979 als Baron Hill-Norton, of South Nutfield in the County of Surrey, zum Life Peer erhoben und gehörte damit bis zu seinem Tod dem House of Lords als Mitglied an.
Auch in der Folgezeit befasste er sich in Debatten im Oberhaus und bei öffentlichen Auftritten mit verteidigungspolitischen Themen. 1981 warnte er, dass die Regierung der Conservative Party von Premierminister Margaret Thatcher ein „Spiel mit der Sicherheit“ (‚gamble with security‘) betreiben würde, weil diese glaube, dass man Verteidigung wie Waschpulver in einem Kaufmannsladen kaufen könne und nur in Hinblick auf einen kurzen europäischen Krieg denken würde.
Als er 1982 sein Buch Sea Power vorstellte, erklärte er, dass Verteidigungsminister (Secretary of Defence) John Nott „nichts von Verteidigung verstehe, und scheinbar keine Neigung zeige, zu lernen“ (‚does not understand defence, and shows no apparent inclination to learn‘). Nach Ausbruch des Falklandkrieges im April 1982 war er ein ausgesprochener Befürworter einer Blockade der Falklandinseln.
Die späteren Kürzungen der Ausgaben für die Streitkräfte des Vereinigten Königreichs aufgrund der Options for Change zu Beginn der 1990er Jahre entsprach nicht seiner Sichtweise von Politikern, die er für blind hielt. Er widersprach vehement Vorschläge zur Kürzung von Armeepensionen und nannte den 1995 ernannten Verteidigungsminister Michael Portillo wegen seiner Vorschläge zum Verkauf von Marinegebäuden „einen kleinen Kriecher“ (‚a little creep‘).
Er war auch dafür bekannt, dass er das Vorhandensein für UFOs für möglich hielt wie beispielsweise nach dem Rendlesham-Forest-Zwischenfall Ende Dezember 1980 und damit ein bekannter Unterstützer der britischen Ufologie.
Baron Hill-Norton, dem 1973 die Freedom of the City von London verliehen wurde, war ferner Präsident der Vereinigung der Seekadetten (Sea Cadets’ Association), des Verbandes der Rüstungsindustrie (Defence Manufacturers’ Association) und der British Maritim League sowie Vizepräsident des Royal United Services Institute (RUSI).
Aus seiner 1936 mit Margaret Eileen Linstow geschlossenen Ehe gingen zwei Kinder hervor, darunter Vizeadmiral Nicholas Hill-Norton, der zuletzt zwischen 1992 und 1995 stellvertretender Chef des Verteidigungsstabes war.

## Veröffentlichungen
- No Soft Options, 1978
- Sea Power, 1982